# UY1N

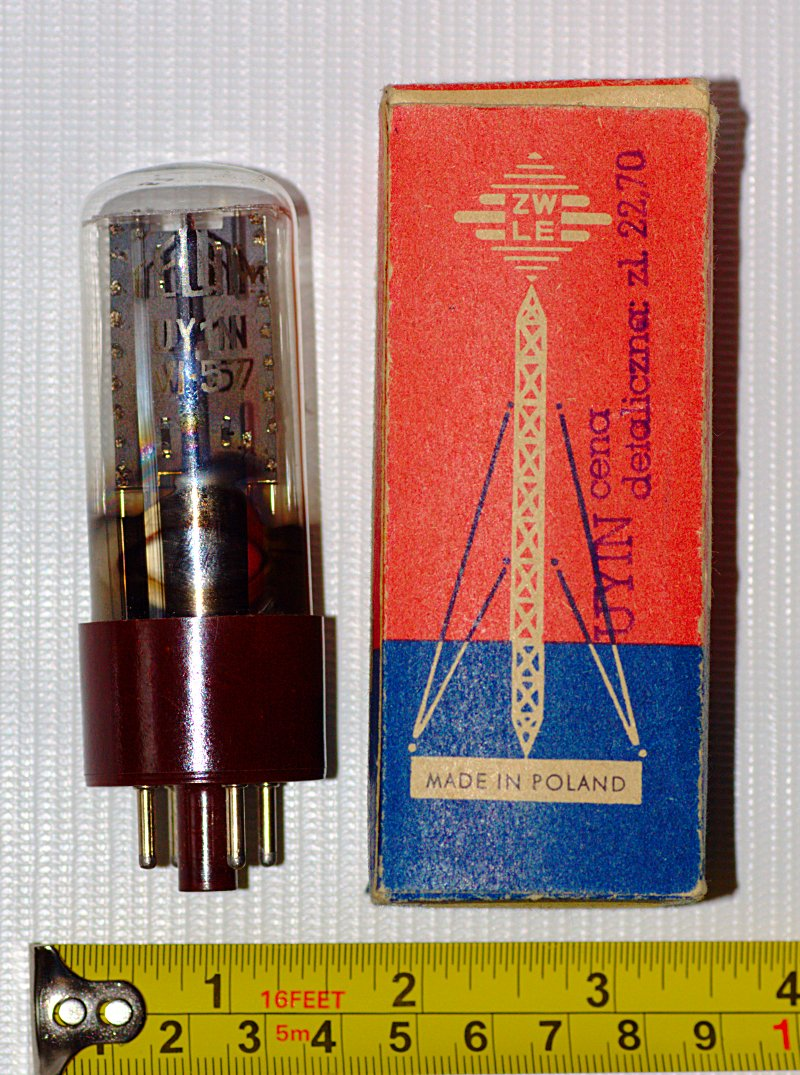
Dioda prostownicza UY1N polskiej produkcji

UY1N, UY1, UY1NS – typ lampy elektronowej, pośrednio żarzona dioda prostownicza z cokołem oktalowym. Wprowadzona w latach II w.ś., była bardzo popularna w Europie latach 40 i 50.

## Historia i zastosowanie
Na przełomie lat 30 i 40 firma Philips wprowadziła do produkcji lampy "Miniwatt", charakteryzujące się zmniejszonym zużyciem energii na żarzenie katody. Umożliwiło to wprowadzenie na rynek odbiorników radiowych z "uniwersalnym" zasilaniem sieciowym (zarówno prądem stałym, jak i zmiennym) pobierających w układzie szeregowym prąd żarzenia 0,1A. Wśród lamp prostowniczych przystosowanych do takiego żarzenia znalazła się UY1N.
Po II wojnie światowej masowo produkowano lampy UY1N w Państwowej Wytwórni Lamp Radiowych (PWLR), Zakładach Wytwórczych Lamp Elektrycznych (ZWLE) i Doświadczalnych Zakładach Lamp Elektronowych (DOLAM). Stosowano je w odbiornikach radiowych przeznaczonych do zasilania z sieci energetycznej zarówno prądu przemiennego jak i stałego o napięciu 127 i 220 V. Były one produkowane w dużej liczbie przez Diorę, w układzie elektrycznym praktycznie identycznym z opublikowanym w nocie aplikacyjnej firmy Philips z lat 40, aż do połowy lat 60. Należały do nich: kilka wersji odbiornika Pionier, Beskid, Lotos, Sonatina i Promyk.

## Podstawowe parametry
Żarzenie:
Lampa jest przeznaczona do żarzenia szeregowego. Dopuszczalne napięcie między włóknem żarzenia i katodą wynosi 550 V.
- napięcie żarzenia 50 V
- prąd żarzenia   0,1 A

| napięcie zmienne  | 250 V  |
| prąd wyprostowany | 140 mA |

Lampa UY1NS produkowana przez czechosłowacką Teslę posiadała nieco większe maksymalne napięcie prądu zmiennego (275V).

## Odpowiedniki
Identyczne parametry elektryczne mają lampy UY3 (z cokołem bocznostykowym), UY11 (z cokołem metalowym) i UY21 (z cokołem loktalowym).